# 2586 Matson
A 2586 Matson (ideiglenes jelöléssel 1980 LO) a Naprendszer kisbolygóövében található aszteroida. Carolyn Shoemaker fedezte fel 1980. június 17-én.